# Olympische Winterspiele 2010/Teilnehmer (Norwegen)
| Gelbes Symbol für Goldmedaillen mit stilisierten Olympischen Ringen | Graues Symbol für Silbermedaillen mit stilisierten Olympischen Ringen | Braundes Symbol für Bronzemedaillen mit stilisierten Olympischen Ringen |
| ------------------------------------------------------------------- | --------------------------------------------------------------------- | ----------------------------------------------------------------------- |
| 9                                                                   | 8                                                                     | 6                                                                       |

Norwegen nahm an den Olympischen Winterspielen 2010 im kanadischen Vancouver mit 99 Sportlern in elf Sportarten teil.

## Flaggenträger

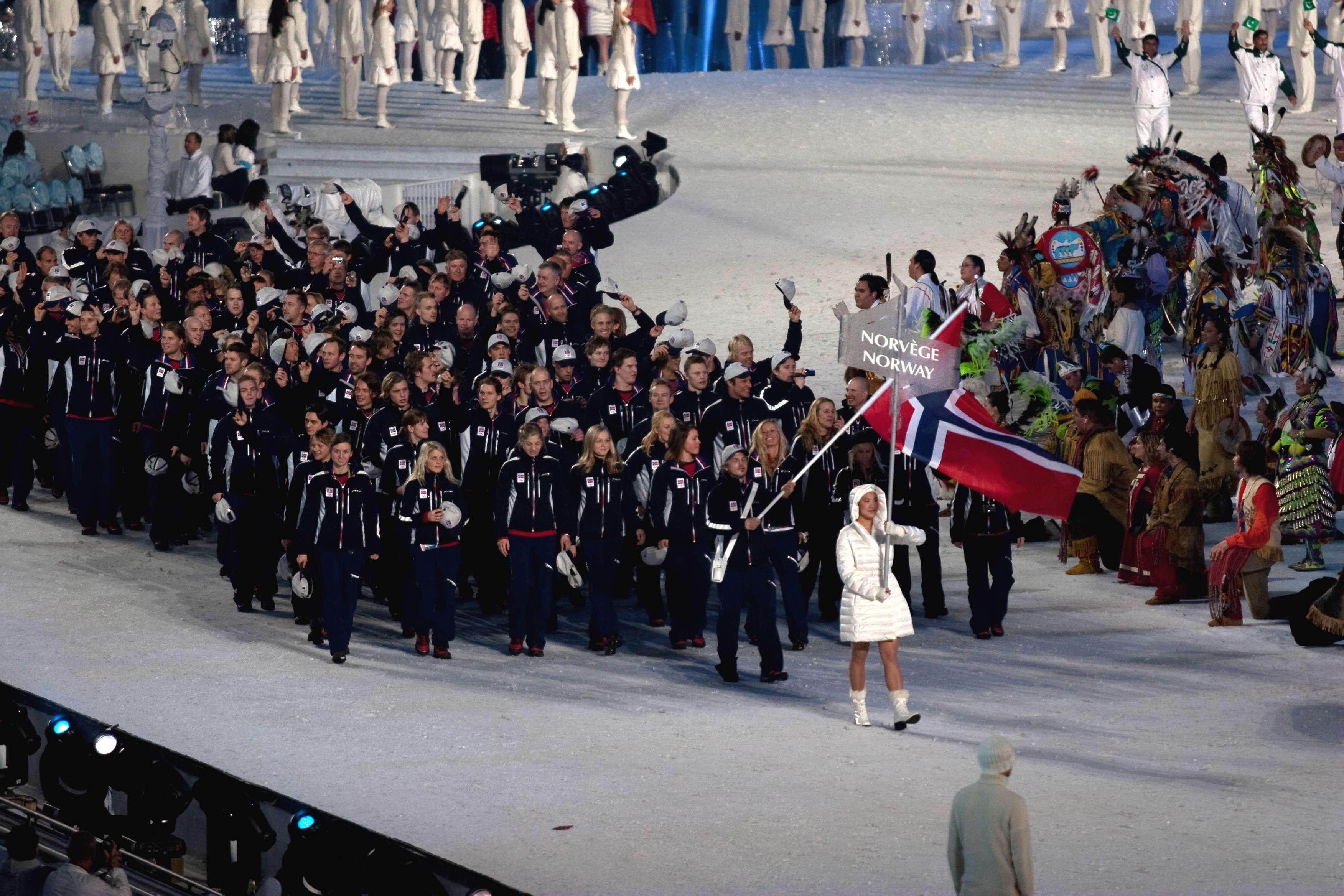
Einzug der Mannschaft Norwegens

Der Eishockeyspieler Tommy Jakobsen trug die Flagge Norwegens während der Eröffnungsfeier im BC Place Stadium, bei der Abschlussfeier trug sie der Skilangläufer Petter Northug.

## Medaillenspiegel
| Rang   | Sportart         |   |   |   | Gesamt |
| ------ | ---------------- | - | - | - | ------ |
| 1      | Skilanglauf      | 5 | 2 | 2 | 9      |
| 2      | Biathlon         | 3 | 2 | 0 | 5      |
| 3      | Ski Alpin        | 1 | 2 | 1 | 4      |
| 4      | Freestyle-Skiing | 0 | 1 | 1 | 2      |
| 5      | Curling          | 0 | 1 | 0 | 1      |
| 6      | Eisschnelllauf   | 0 | 0 | 1 | 1      |
| -      | Skispringen      | 0 | 0 | 1 | 1      |
| Gesamt | Gesamt           | 9 | 8 | 6 | 23     |

## Medaillengewinner

### Gold
| Name                                                                     | Sportart    | Wettkampf                     |
| ------------------------------------------------------------------------ | ----------- | ----------------------------- |
| Marit Bjørgen                                                            | Skilanglauf | Einzel-Sprint (klassisch)     |
| Marit Bjørgen                                                            | Skilanglauf | 15 km Doppelverfolgung        |
| Tora Berger                                                              | Biathlon    | Einzel (15 km)                |
| Emil Hegle Svendsen                                                      | Biathlon    | Einzel (20 km)                |
| Aksel Lund Svindal                                                       | Ski Alpin   | Super-G                       |
| Petter Northug                                                           | Skilanglauf | 50 km Massenstart (klassisch) |
| Petter Northug & Øystein Pettersen                                       | Skilanglauf | Teamsprint (Freistil)         |
| Vibeke Skofterud, Therese Johaug, Kristin Størmer Steira & Marit Bjørgen | Skilanglauf | Staffel (4 × 5 km)            |
| Halvard Hanevold, Tarjei Bø, Emil Hegle Svendsen & Ole Einar Bjørndalen  | Biathlon    | Staffel (4 × 7,5 km)          |

### Silber
| Name                                                                             | Sportart         | Wettkampf                     |
| -------------------------------------------------------------------------------- | ---------------- | ----------------------------- |
| Aksel Lund Svindal                                                               | Ski Alpin        | Abfahrt                       |
| Emil Hegle Svendsen                                                              | Biathlon         | Sprint (10 km)                |
| Ole Einar Bjørndalen                                                             | Biathlon         | Einzel (20 km)                |
| Kjetil Jansrud                                                                   | Ski Alpin        | Riesenslalom                  |
| Hedda Berntsen                                                                   | Freestyle-Skiing | Skicross                      |
| Lars Berger, Odd-Bjørn Hjelmeset, Martin Johnsrud Sundby & Petter Northug        | Skilanglauf      | Staffel (4 × 10 km)           |
| Marit Bjørgen                                                                    | Skilanglauf      | 30 km Massenstart (klassisch) |
| Thomas Ulsrud Torger Nergård Christoffer Svae Håvard Vad Petersson Thomas Løvold | Curling          | Herren-Turnier                |

### Bronze
| Name                                                            | Sportart         | Wettkampf                 |
| --------------------------------------------------------------- | ---------------- | ------------------------- |
| Marit Bjørgen                                                   | Skilanglauf      | 10 km Freistil            |
| Petter Northug                                                  | Skilanglauf      | Einzel-Sprint (klassisch) |
| Håvard Bøkko                                                    | Eisschnelllauf   | 1500 m                    |
| Audun Grønvold                                                  | Freestyle-Skiing | Skicross                  |
| Anders Bardal, Tom Hilde, Johan Remen Evensen & Anders Jacobsen | Skispringen      | Teamspringen              |
| Aksel Lund Svindal                                              | Ski Alpin        | Riesenslalom              |

## Teilnehmer nach Sportarten

### Biathlon
| Frauen - Tora Berger Sprint (7,5 km): 33. Platz Verfolgung (10 km): 5. Platz Einzel (15 km): Gold Massenstart (12,5 km): 18. Platz 4 × 6 km Staffel: 4. Platz - Liv-Kjersti Eikeland Sprint (7,5 km): 70. Platz Einzel (15 km): 70. Platz 4 × 6 km Staffel: 4. Platz - Ann Kristin Flatland Sprint (7,5 km): 10. Platz Verfolgung (10 km): 8. Platz Einzel (15 km): 14. Platz Massenstart (12,5 km): 11. Platz 4 × 6 km Staffel: 4. Platz - Gro Marit Istad-Kristiansen Sprint (7,5 km): 66. Platz - Solveig Rogstad Einzel (15 km): 61. Platz 4 × 6 km Staffel: 4. Platz | Männer - Ole Einar Bjørndalen Sprint (10 km): 17. Platz Verfolgung (12,5 km): 7. Platz Einzel (20 km): Silber Massenstart (15 km): 27. Platz 4 × 7,5 km Staffel: Gold - Tarjei Bø Einzel (20 km): 21. Platz 4 × 7,5 km Staffel: Gold - Lars Berger Sprint (10 km): 46. Platz Verfolgung (12,5 km): 23. Platz - Halvard Hanevold Sprint (10 km): 24. Platz Verfolgung (12,5 km): 17. Platz Massenstart (15 km): 19. Platz 4 × 7,5 km Staffel: Gold - Alexander Os Einzel (20 km): 28. Platz - Emil Hegle Svendsen Sprint (10 km): Silber Verfolgung (12,5 km): 8. Platz Einzel (20 km): Gold Massenstart (15 km): 13. Platz 4 × 7,5 km Staffel: Gold |

### Curling

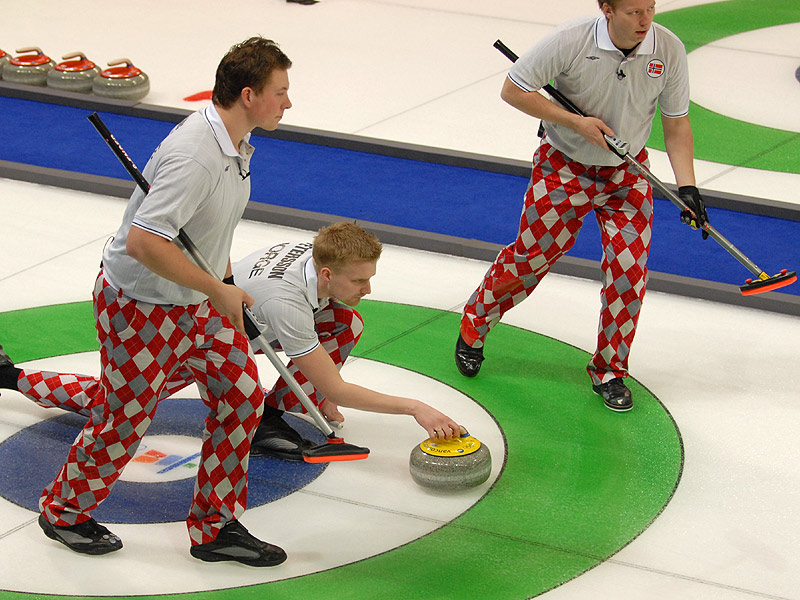
Das norwegische Herrenteam (v.l. Christoffer Svae, Håvard Vad Petersson und Torger Nergård) bei den Olympischen Winterspielen 2010

Männer
Silber 
- Thomas Ulsrud (Skip)
- Torger Nergård (Third)
- Håvard Vad Petersson (Second)
- Christoffer Svae (Lead)
- Thomas Løvold (Ersatz)

### Eishockey
Männer
10. Platz
| Torhüter: - Pål Grotnes - André Lysenstøen - Ruben Smith Verteidiger: - Alexander Bonsaksen - Jonas Holøs - Tommy Jakobsen - Juha Kaunismäki - Lars Erik Lund - Ole-Kristian Tollefsen - Mats Trygg | Stürmer: - Jonas Andersen - Anders Bastiansen - Kristian Forsberg - Mads Hansen - Marius Holtet - Martin Laumann-Ylvén - Mathis Olimb - Martin Røymark - Per-Åge Skrøder - Lars-Erik Spets - Patrick Thoresen - Tore Vikingstad - Mats Zuccarello Aasen |

### Eisschnelllauf
| Frauen - Hege Bøkko 1000 m: 10. Platz 1500 m: 14. Platz - Maren Haugli 3000 m: 8. Platz 5000 m: 5. Platz | Männer - Håvard Bøkko 1000 m: 19. Platz 1500 m: Bronze 5000 m: 4. Platz 10.000 m: 5. Platz - Henrik Christiansen 5000 m: 8. Platz 10.000 m: 7. Platz - Mikael Flygind Larsen 1000 m: 15. Platz 1500 m: 8. Platz - Sverre Haugli 5000 m: 10. Platz 10.000 m: 6. Platz - Christoffer Fagerli Rukke 1000 m: 35. Platz 1500 m: 20. Platz - Sverre Lunde Pedersen - Fredrik van der Horst 1500 m: 29. Platz |

### Freestyle-Skiing
(alle Skicross)
| Frauen - Hedda Berntsen Silber - Marte Høie Gjefsen - Julie Jensen - Gro Kvinlog | Männer - Audun Grønvold Bronze - Anders Rekdal |

### Nordische Kombination
Männer
- Mikko Kokslien
Normalschanze: 32. Platz
- Magnus Moan
Normalschanze: 9. Platz
Teamwettkampf: 5. Platz
- Espen Rian
Teamwettkampf: 5. Platz
- Jan Schmid
Normalschanze: 23. Platz
Teamwettkampf: 5. Platz
- Petter Tande
Normalschanze: 17. Platz
Teamwettkampf: 5. Platz
- Ole Christian Wendel

### Ski Alpin

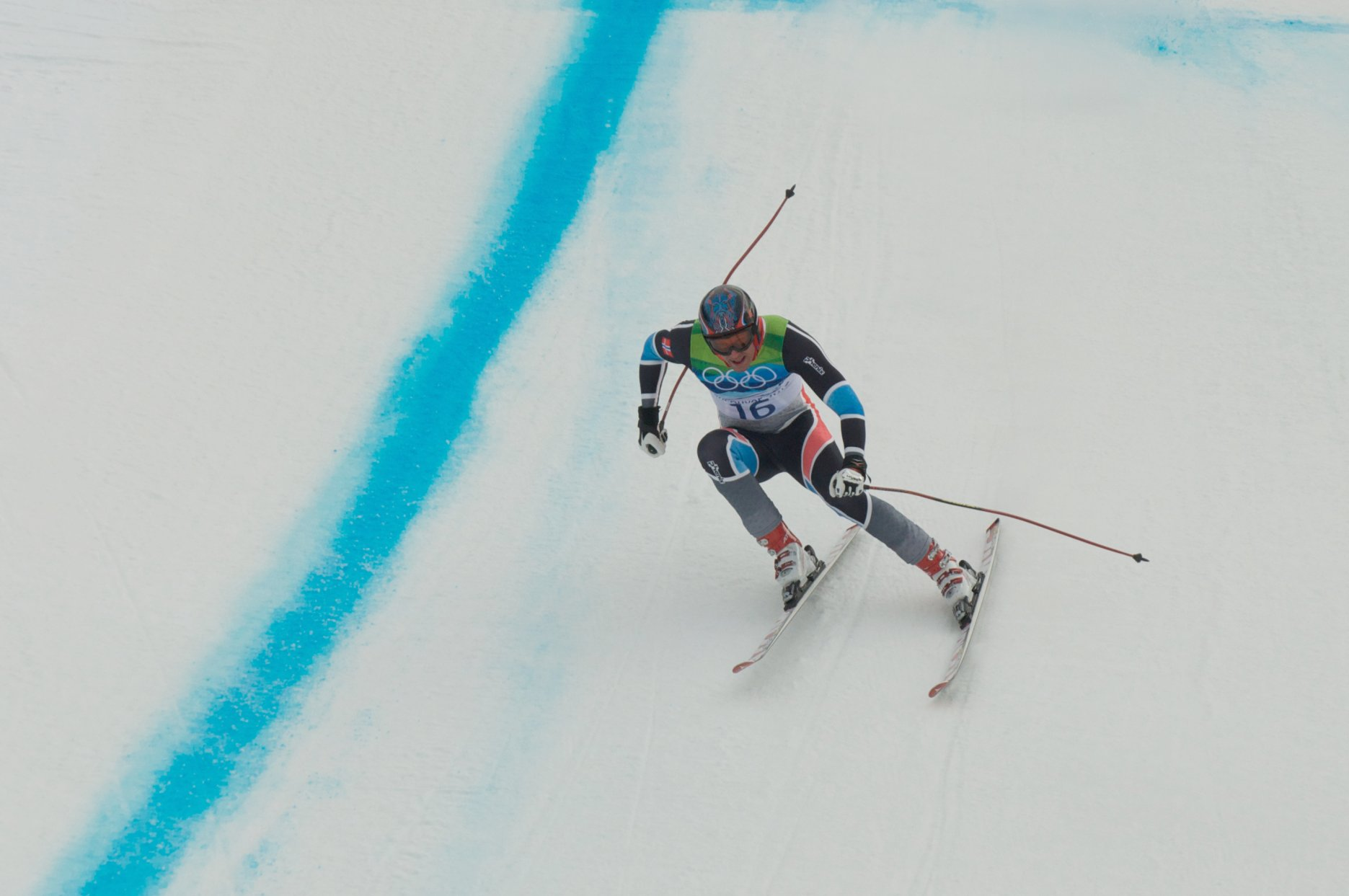
Aksel Lund Svindal bei den Olympischen Winterspielen 2010

| Frauen - Mona Løseth Super-G: 21. Platz Super-Kombination: 13. Platz | Männer - Leif Kristian Haugen Riesenslalom: 28. Platz Slalom: DNF - Kjetil Jansrud Abfahrt: 31. Platz Riesenslalom: Silber Slalom: 17. Platz Super-G: 12. Platz Super-Kombination: 9. Platz - Truls Ove Karlsen Abfahrt: 46. Platz Riesenslalom: 21. Platz Slalom: DNF Super-Kombination: 22. Platz - Lars Elton Myhre Abfahrt: 31. Platz Slalom: DNF Super-G: 25. Platz Super-Kombination: DNF - Aksel Lund Svindal Abfahrt: Silber Riesenslalom: Bronze Super-G: Gold Super-Kombination: DNF |

### Skilanglauf
| Frauen - Marit Bjørgen 10 km Freistil: Bronze Einzel-Sprint (klassisch): Gold 15 km Doppelverfolgung: Gold 4 × 5 km Staffel: Gold 30 km Massenstart (klassisch): Silber - Celine Brun-Lie Einzel-Sprint (klassisch): 6. Platz Teamsprint (Freistil): 5. Platz - Maiken Caspersen Falla Einzel-Sprint (klassisch): im Viertelfinale ausgeschieden - Astrid Uhrenholdt Jacobsen Einzel-Sprint (klassisch): im Halbfinale ausgeschieden Teamsprint (Freistil): 5. Platz - Therese Johaug 15 km Doppelverfolgung: 6. Platz 4 × 5 km Staffel: Gold - Marthe Kristoffersen 10 km Freistil: 49. Platz - Vibeke Skofterud 10 km Freistil: 22. Platz 15 km Doppelverfolgung: abgebrochen 4 × 5 km Staffel: Gold - Kristin Størmer Steira 10 km Freistil: 8. Platz 15 km Doppelverfolgung: 4. Platz 4 × 5 km Staffel: Gold | Männer - Lars Berger 4 × 10 km Staffel: Silber - Tord Asle Gjerdalen 15 km Freistil: 28. Platz 30 km Doppelverfolgung: 19. Platz - Ronny Hafsås 15 km Freistil: 42. Platz - Ola Vigen Hattestad Einzel-Sprint (klassisch): 4. Platz - Odd-Bjørn Hjelmeset 4 V 10 km Staffel: Silber 50 km Massenstart (klassisch): 17. Platz - Johan Kjølstad Einzel-Sprint (klassisch): im Halbfinale ausgeschieden - Petter Northug 15 km Freistil: 41. Platz Einzel-Sprint (klassisch): Bronze 30 km Doppelverfolgung: 11. Platz Teamsprint (Freistil): Gold 4 × 10 km Staffel: Silber 50 km Massenstart (klassisch): Gold - Øystein Pettersen Einzel-Sprint (klassisch): 6. Platz Teamsprint (Freistil): Gold - Eldar Rønning 30 km Doppelverfolgung: 36. Platz - Martin Johnsrud Sundby 15 km Freistil: 33. Platz 30 km Doppelverfolgung: 18. Platz 4 × 10 km Staffel: Silber 50 km Massenstart (klassisch): 15. Platz - Jens Arne Svartedal 50 km Massenstart (klassisch): 23. Platz |

### Skispringen
Männer
- Anders Bardal
Einzelspringen Normalschanze: 18. Platz
Einzelspringen Großschanze: 22. Platz
Mannschaftsspringen: Bronze
- Johan Remen Evensen
Einzelspringen Großschanze: 15. Platz
Mannschaftsspringen: Bronze
- Tom Hilde
Einzelspringen Normalschanze: 12. Platz
Einzelspringen Großschanze: 11. Platz
Mannschaftsspringen: Bronze
- Anders Jacobsen
Einzelspringen Normalschanze: 9. Platz
Einzelspringen Großschanze: 12. Platz
Mannschaftsspringen: Bronze
- Bjørn Einar Romøren
Einzelspringen Normalschanze: 23. Platz

### Skeleton
Frauen
- Desiree Bjerke
17. Platz

### Snowboard
| Frauen - Kjersti Buaas (Halfpipe) - Linn Haug (Halfpipe) - Helene Olafsen (Snowboardcross) 4. Platz - Lisa Wiik (Halfpipe) | Männer - Fredrik Austbø (Halfpipe) - Joachim Havikhagen (Snowboardcross) 27. Platz - Tore Holvik (Halfpipe) - Roger Kleivdal (Halfpipe) - Ståle Sandbech (Halfpipe) - Stian Sivertzen (Snowboardcross) 26. Platz |